# 陳金讓
陳金讓（1935年2月1日—），中國國民黨籍政治人物，新北永和人。曾經代理國民大會議長、第二屆、三屆及任務型國大代表、總統府資政。新店客運創辦人。

## 荣誉

### 中华民国勋章奖章
- 一等景星勋章（2000年8月7日于台北总统府颁授[1]）